# Samanta
Samanta en mahasamanta waren in de vroege middeleeuwen van Zuid-Azië lokale heersers die de vazal waren van een monarch.
De samanta's (letterlijk naburige) regeerden hun lokale stukken land vaak vrijwel zelfstandig, op het afdragen van belasting en dienst in het leger van de vorst na. Een dergelijke overeenkomst hield een wederzijdse erkenning van elkaars machtspositie in. Ze leverde beide partijen strategisch voordeel op: de samanta wist zich beschermd door een machtige heerser en de heerser wist zijn macht over zijn rijk bevestigd.
In tegenstelling tot de leenmannen in het Europese feodale stelsel waren de samanta's echter meestal dynastieke machthebbers, die sterk in hun regionale cultuur en maatschappij verankerd waren. Ze hadden hun land niet in bruikleen maar werden slechts door de vorst als lokale potentaten erkend.:114 Dit verklaart waarom in de Zuid-Aziatische Middeleeuwen de grote rijken kwamen en gingen, terwijl de regionale dynastieën onveranderlijk door regeerden. De laatsten waren nu eens aan het ene, dan weer aan het andere rijk ondergeschikt, of tijdelijk zelfstandig. Dit systeem zorgde er ook voor dat het centraal gezag van de heersers van de grotere rijken gering bleef en de gewone bevolking al helemaal geen binding met haar keizers voelde.
De titel samanta werd in de 5e eeuw al door de Pallava's gebruikt. Onder de Gupta's sloeg ze aanvankelijk op heersers van gebieden aan de randen van het rijk, waar het centraal gezag gering was. Zulke heersers betaalden schatting aan de Guptakeizers en fungeerden als militaire buffer tussen het rijk en zijn vijanden. Later wordt de titel ook gebruikt voor de lokale vorsten van onderworpen gebieden dichter bij de hoofdstad. Een keizer stond boven een schare samanta's (chakra-samanta). Hoe groter deze schare samanta's, hoe groter de invloed en macht van de keizer geacht werd te zijn. In de tijd van keizer Harsha (606-647) werden de samanta's vaak op hoge functies aan het hof benoemd om ze te vriend te houden en hun loyaliteit te garanderen. Ook kwam het voor dat de kinderen van samanta's aan het hof werden gehouden om hun vaders in toom te houden.